# Oflag 83
Oflag 83 è stato un campo di concentramento di epoca nazista, situato a 1 km di distanza dalla cittadina di Wietzendorf, in Germania; usato durante la seconda guerra mondiale per imprigionare migliaia di persone, tra cui 16.000 soldati sovietici e poi molti Internati Militari Italiani (IMI).

## Storia

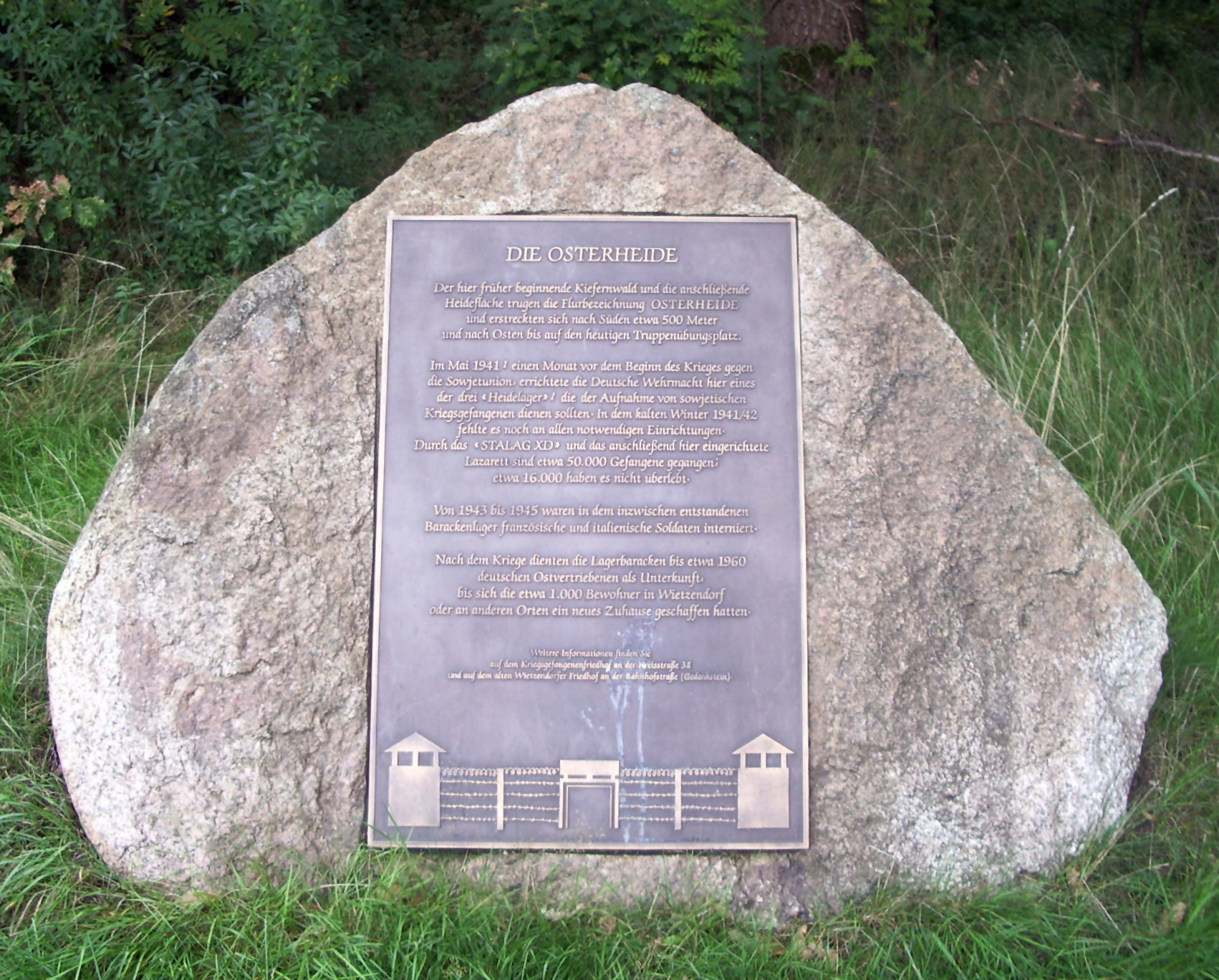
Targa commemorativa degli oltre 16.000 prigionieri dell'Armata Rossa morti per fame, freddo, abusi e malattie nel campo di prigionia Stalag XD 310.

Il campo di Wietzendorf venne realizzato inizialmente durante la prima guerra mondiale, parte dei cosiddetti "campi di Celle", a nord di Hannover.
Nel luglio 1941, durante la seconda guerra mondiale, la Wehrmacht istituì ai margini dell'area di addestramento militare di Munster Sud, a Wietzendorf il campo per prigionieri di guerra (Kriegsgefangenenlager) denominato Stalag X D (310), noto anche come "campo russo" per prigionieri di guerra esclusivamente sovietici catturati sul fronte orientale. La struttura prese il posto del Wehrkreis X, ma inizialmente senza fornire alloggi o altre infrastrutture del campo. Decine di migliaia di prigionieri di guerra sovietici vissero qui in buche nel terreno e in altri alloggi di fortuna più primitivi. In totale, più di 16.000 prigionieri dell'Armata Rossa morirono in questo campo per fame, freddo, abusi e malattie e vennero seppelliti in un cimitero di fosse comuni a circa due km a nord del campo.
In seguito, il campo fu parzialmente evacuato a causa delle pessime condizioni igieniche e utilizzato nell'autunno del 1943 come campo di smistamento di prigionieri italiani e dal gennaio 1944 per ospitare gli internati militari italiani (Italienische Militaerinternierte) che la Germania nazista considerava aver perso il loro status militare, in quanto si erano rifiutati di riconoscere la Repubblica di Salò e di seguire gli ordini di Mussolini dopo l'armistizio dell'8 settembre 1943 tra il Regno d'Italia e gli Alleati; fra questi si ricordano: Gianrico Tedeschi, Giovannino Guareschi, Alessandro Natta e Filippo Palieri. Dall'autunno 1943 il campo fu classificato come Stalag, Stammlager o Mannschafslager (campo di internamento per sottoufficiali o truppa), mentre dal marzo 1944 il campo divenne un Oflag (campo per ufficiali). Il campo venne liberato dagli inglesi il 16 aprile 1945.
Dal 9 febbraio 1944 al 29 luglio 1945 il comandante dei prigionieri italiani (Lageralteste, anziano del campo) fu il tenente colonnello Pietro Testa (1906-1964); nel maggio 1945 il campo 83 passò sotto comando inglese, fino alla smobilitazione avvenuta nel mese di agosto 1945.

## Ricordo
L'erezione di un monumento commemorativo nel 1945 presso il cimitero sovietico per prigionieri di guerra vicino a Meinholz rende omaggio ai circa 16.000 prigionieri di guerra che riposano lì in fosse comuni.